# Club Baloncesto Sevilla 2010-2011
Questa voce raccoglie le informazioni riguardanti il Club Baloncesto Sevilla nelle competizioni ufficiali della stagione 2010-2011.

## Stagione
La stagione 2010-2011 del Club Baloncesto Sevilla è la 22ª nel massimo campionato spagnolo di pallacanestro, la Liga ACB.
Il Siviglia nella stagione 2010-2011 ha partecipato alla Liga ACB e all'Eurocup. Nella Liga ACB 2010-2011 con 16 vittorie e 18 sconfitte, si è piazzato all'undicesimo posto nella stagione regolare. In Eurocup fu battuta in finale dall'UNICS Kazan'.

## Roster
Aggiornato al 14 luglio 2018.
| Cajasol Siviglia 2010-11 | Cajasol Siviglia 2010-11 |
| Giocatori                | Staff tecnico            |
| ------------------------ | ------------------------ |

| N. | Naz.                                         | Ruolo | Nome                 | Anno | Alt.   | Peso   |  |
| -- | -------------------------------------------- | ----- | -------------------- | ---- | ------ | ------ |  |
| 4  | Serbia (bandiera)                            | P     | Bojan Popović        | 1983 | 190 cm | 86 kg  |  |
| 5  | Spagna (bandiera)                            | C     | Juanjo Triguero (C)  | 1983 | 212 cm | 113 kg |  |
| 6  | Spagna (bandiera)                            | C     | Mario Cabanas        | 1985 | 207 cm | 107 kg |  |
| 7  | Spagna (bandiera)                            | P     | Ricardo Pámpano      | 1993 | 190 cm |        |  |
| 7  | Rep. Ceca (bandiera)                         | C     | Ondřej Balvín        | 1992 | 217 cm | 110 kg |  |
| 7  | Georgia (bandiera)                           | AG    | Beka Burjanadze      | 1994 | 201 cm | 108 kg |  |
| 8  | Rep. Ceca (bandiera)                         | P     | Tomáš Satoranský     | 1991 | 201 cm | 95 kg  |  |
| 10 | Spagna (bandiera)                            | G     | Txemi Urtasun        | 1984 | 193 cm | 84 kg  |  |
| 11 | Lituania (bandiera)                          | AG    | Mindaugas Katelynas  | 1983 | 206 cm | 104 kg |  |
| 12 | Spagna (bandiera)                            | P     | Juan Alberto Aguilar | 1988 | 188 cm | 85 kg  |  |
| 13 | Spagna (bandiera)                            | P     | Antonio Izquierdo    | 1993 | 188 cm |        |  |
| 15 | Spagna (bandiera)                            | AP    | Joan Sastre          | 1991 | 201 cm | 82 kg  |  |
| 21 | Stati Uniti (bandiera) · Francia (bandiera)  | AP    | Tariq Kirksay        | 1979 | 199 cm | 102 kg |  |
| 22 | Stati Uniti (bandiera)                       | G     | Louis Bullock        | 1976 | 185 cm | 80 kg  |  |
| 23 | Stati Uniti (bandiera) · Bulgaria (bandiera) | P     | Earl Calloway        | 1983 | 190 cm | 82 kg  |  |
| 40 | Stati Uniti (bandiera)                       | C     | Paul Davis           | 1984 | 211 cm | 122 kg |  |
| 55 | Bulgaria (bandiera)                          | AG    | Kalojan Ivanov       | 1986 | 205 cm | 100 kg |  |

| Allenatore                                                                      |
| - Joan Plaza                                                                    |
| Assistente/i                                                                    |
| - Diego Ocampo - Žan Tabak Legenda - (C) Capitano - (IN) Inattivo - Infortunato |

## Mercato

### Sessione estiva
| Acquisti | Acquisti             | Acquisti    | Acquisti      | Acquisti |
| R.a      | Nome                 | da          | Modalità      |          |
| -------- | -------------------- | ----------- | ------------- | -------- |
| G        | Txemi Urtasun        | Alicante    | definitivo    |          |
| AG       | Kalojan Ivanov       | Manresa     | definitivo    |          |
| G        | Louis Bullock        | Real Madrid | definitivo    |          |
| AG       | Mindaugas Katelynas  | Alicante    | definitivo    |          |
| C        | Paul Davis           | Obradoiro   | definitivo    |          |
| C        | Ondřej Balvín        | USK Praga   | definitivo    |          |
| P        | Juan Alberto Aguilar | Obradoiro   | fine prestito |          |

| Cessioni | Cessioni             | Cessioni     | Cessioni       | Cessioni |
| R.       | Nome                 | a            | Modalità       |          |
| -------- | -------------------- | ------------ | -------------- | -------- |
| P        | Tyrone Ellis         | Estudiantes  | fine contratto |          |
| AG       | Duško Savanović      | Valencia     | fine contratto |          |
| AP       | Andrés Miso          | Saragozza    | fine contratto |          |
| G        | Rubén Douglas        | Free agent   | fine contratto |          |
| C        | Ivan Radenović       | Minorca      | fine contratto |          |
| C        | Xavi Rey             | Gran Canaria | fine contratto |          |
| P        | Juan Alberto Aguilar | Tarragona    | prestito       |          |

### Dopo l'inizio della stagione
| Acquisti | Acquisti             | Acquisti   | Acquisti         | Acquisti      |
| R.       | Nome                 | da         | Data             | Modalità      |
| -------- | -------------------- | ---------- | ---------------- | ------------- |
| P        | Bojan Popović        | Free agent | 22 novembre 2010 | definitivo    |
| P        | Juan Alberto Aguilar | Tarragona  | aprile 2011      | fine prestito |

| Cessioni | Cessioni      | Cessioni | Cessioni   | Cessioni       |
| R.       | Nome          | a        | Data       | Modalità       |
| -------- | ------------- | -------- | ---------- | -------------- |
| P        | Bojan Popović | Alicante | marzo 2011 | fine contratto |